# Vallonia suevica
Vallonia suevica е вид коремоного от семейство Valloniidae. Видът е застрашен от изчезване.

## Разпространение
Разпространен е в Германия и Люксембург.